# Вовчий грот
Вовчий грот — геологічна пам'ятка природи місцевого значення, розташована біля села Мазанка Сімферопольського району АР Крим. Створена відповідно до Постанови ВР АРК № 97 від 22 грудня 1972 року.

## Загальні відомості
Землекористувачем пам'ятки є Мазанська сільська рада, площа 1 га. Розташована на північ від села Мазанка Сімферопольського району.
Пам'ятка природи створена з метою охорони та збереження в природному стані цінного в науковому, естетичному відношенні гроту.